# Chlausjagen
Das Chlausjagen (auch Klausjagen) ist ein Winterbrauch, der jeweils Anfang Dezember stattfindet. Nachdem er früher im ganzen Seetal anzutreffen war, wird er heute nur noch in Hallwil ausgeübt.

## Inhalt
Das Hallwiler Chlausjage wird von sechs maskierten, schellenbehangenen Knaben zwischen 13 und 14 Jahren ausgeführt (seit einigen Jahren sind es 14- und 15-Jährige). Die Chlausen ziehen am Chlausabend von Haus zu Haus, um eine Gabe einzuheimsen sowie Nüsse und Rute zu verteilen.

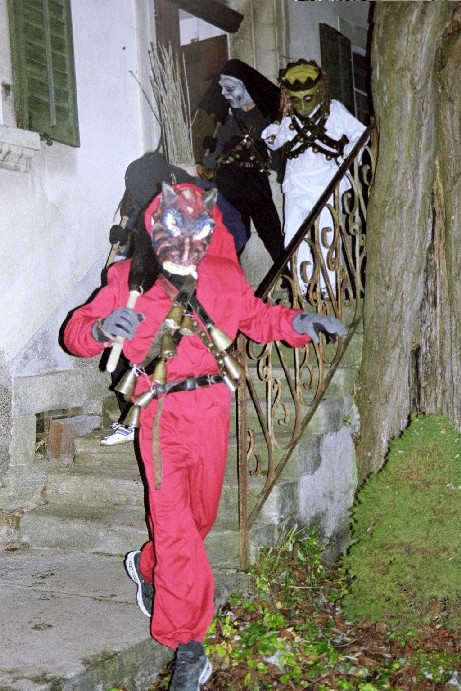
Die Chlausen besuchen jedes Haus im Dorf Hallwil.

### Figuren des Brauchs
Die Chlausen (Kläuse) bestehen aus sechs Maskenfiguren. Sie müssen die Kunst des Chlauschlöpfens beherrschen. Der älteste Chlaus ist Chef der Chlaushorde. Er wird in seiner Tätigkeit von zwei Mitgliedern der Brauchtumskommission der Gemeinde Hallwil überwacht. Larven (Masken) und Kostüme, welche der Kommission gehören, werden einige Wochen vorher im Gemeindehaus abgeholt.
Zur Maskengesellschaft gehören
- der weissgekleidete «Herr» mit einer Krone auf dem Haupt
- die ebenfalls in unschuldigem Weiss auftretende «Jumpfere» (Jungfrau)
- der trottelige «Joggeli» (Verballhornung von «Jakob, Jakobli») in Knechtentracht
- der «Wächter» als Ordnungshüter in Polizeiuniform
- der «Möörech» (Moor, 'Schwarzer') erscheint ganz in traurigem Schwarz
- der «Root» (Roter) in dämonischem, rotem Gewand.

Jeder Chlaus trägt eine sein Wesen charakterisierende Larve, ist mit einem Rossstäuber (an einen Stecken genieteter Pferdeschwanz) ausgerüstet und trägt um die Brust gehängt vier bis fünf Pferdegeschelle (Gurte, bestückt mit Glocken und/oder Schellen). Einer unter ihnen waltet als Kassierer (de Möörech). Der Wächter ist mit Säbel, Horn und einem Tornister (zurzeit ein alter Militärrucksack) voller Ruten, die Jompfere mit einem Sack voll mit Mandarinen, Äpfeln, Lebkuchen und Nüssen ausgestattet.

### Ablauf des Brauchs
Bei Einbruch der Dunkelheit beginnen die Chlausen ihren rasselnden Lauf durch das Dorf. Vor jedem Haus kündigt der Wächter die Ankunft der Chlausen mit einem Hornsignal an, um die Bewohner aus dem Haus zu locken. Unter der Türschwelle hüpfen die Chlausen, einen Höllenlärm veranstaltend, unermüdlich auf und ab und traktieren die Leute mit den Rossstäubern; dies solange, bis sich die Opfer erweichen und einen Obolus springen lassen. Dann nämlich erhalten die Spender von den beiden Weissen eine Handvoll Süsses, die unartigen Kindern zudem eine Rute. Chlauschlöpfer treffen sich gegen sieben Uhr abends auf dem Bahnhofplatz und klöpfen zum letzten Mal in diesem Jahr. Die Brauchtumskommission lädt diese anschliessend zu einem Imbiss in die Dorbeiz (Dorfrestaurant). Wenn die Chlausen ihren rund fünfstündigen Rundgang beendigt haben, treffen sie sich beim Anführer zu einem Nachtessen. Hier wird die gemachte Beute gezählt. Ein festgelegter Betrag wandert in die Brauchtumskasse, den Rest verteilen sie unter sich.

## Geschichte
Das Hallwiler Chlausjage ist in einem Verbot 1828 zum ersten Mal bezeugt. Früher tauchte am Chlausabend an einigen Orten die „Sträggele“ (vgl. englisch «straggler» 'Nachzügler') als Vorbotin der Chlausen auf. In Lumpen gekleidet und mit einer zerlöcherten Pfanne auf dem Kopf, erschien die garstige Hexe in den Stuben. Sie drohte lautlos, freche Kinder und faule Spinnerinnen im Sack mitzunehmen. Kaum war sie aufgetaucht, verschwand die hässliche Alte wieder in der Dunkelheit. Trotz all dieser furchterregenden Gestalten dachten die Bauernkinder, obwohl sie keinen Samichlaus kannten, an den «Chlausesel» (Nikolaus-Esel), der angeblich draussen mit dem Karren wartete, und legten ihm vor der Scheune ein Bündel Heu bereit.
Die sechs Hallwiler Chlausen wurden von einem Geheimbund gestellt, dem Knaben der 6., 7., oder 8. Klasse beitreten konnten. Neulinge mussten einen Eintrittsbeitrag von einem Franken leisten, die Ältesten kassierten das Geld und den Gewinn aus den Hausbesuchen. Die in jenem Jahr bereits Ausgetretenen dienten als Beschützer, die mit den Chlausen mitgingen und für Ordnung sorgten, indem einer das Horn zur Sammlung blies, ein anderer als Kassier waltete.
Zur ursprünglichen Chlausgesellschaft gehörten schon damals Herr, Dame, Joggeli, Wächter, Schwarzer (Alter) und Roter. Einweg-Papierlarven wurden verwendet.
«Waren kleine Kinder da, betraten nur Herr und Dame die Stube. Hegten die Kläuse Zweifel in das gute Verhalten der Kinder, so traten neben den zweien auch noch Wächter und Joggeli auf. Für die hartnäckigsten Sünder und Tunichtgute aber traten zu den genannten auch noch die gefürchtetsten Kläuse auf, der Rote und der Schwarze. Der Herr brachte aus dem Hintergrunde eine Schüssel mit Nüssen, Äpfeln, Klauskrämen (Gebäck), dürren Birnen, Feigen oder Orangen.» (Zitat aus der Hallwiler Dorfchronik) Rute und eine Weissrübe erhielten die unfolgsamen Kinder.
Die Chlausen jagten oft bis um Mitternacht unermüdlich von Haus zu Haus, von einem Dorfende zum andern, begleitet von peitschenknallenden Chlauschlöpfern, bis der Abend in einem gemütlichen Mahl in der Dorfbeiz seinen Anschluss fand, wo die ältere Generation den Chlausjass klopfte. Die 17- bis 20-Jährigen besuchten nach einem anderen Brauch in einer Nachfeier die gleichaltrigen Mädchen. Die sogenannten alten Chlausen traten als „Aut“ (Alter), „Auti“ (Alte) oder „Polizischt“ (Polizist) auf. Es wurde gefeiert bis in die frühen Morgenstunden.

Nach eingehenden Forschungen wurde der Chlausbrauch 1949 revidiert, nachdem nur noch fünf Chlausen mitliefen und anstelle einer Figur gar ein Samichlaus mitging. Der Samichlaus wurde wieder durch den Möörech ersetzt, den Joggeli beliess man im grünen Narrenkleid. Man liess zudem fixe Papiermaché-Larven anschaffen, die ein Künstler herstellte. Beim Brauch durfte von nun an nur mitmachen, wer die siebte oder achte Klasse besuchte und das Chlauschlöpfen beherrschte – dies mit dem Zweck, diesen letzten Brauch zu retten.

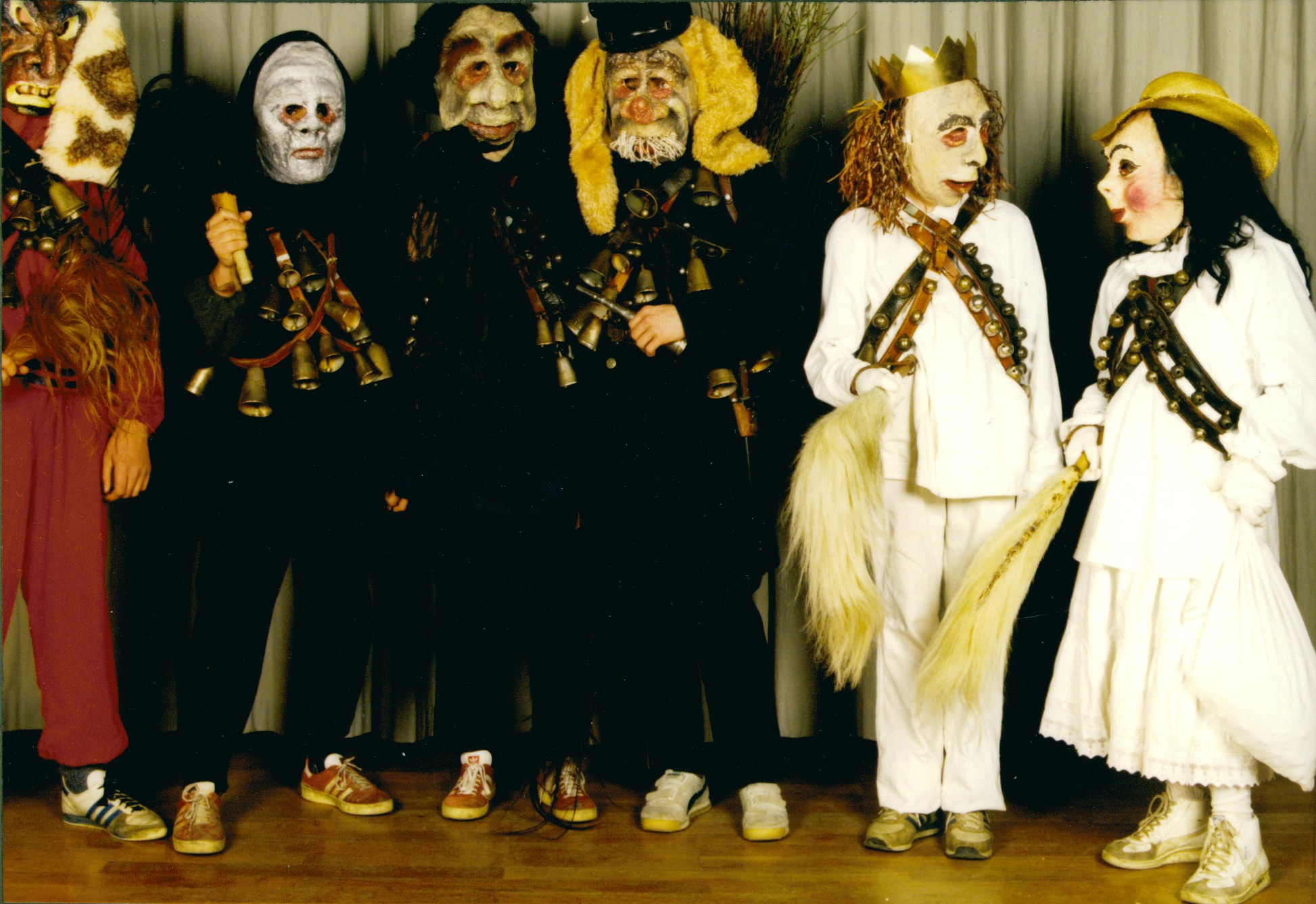
Die sechs Chlausen mit neuen Larven 1984: Root, Möörech, Joggeli, Wächter, Herr, Jompfere.

Nachdem die alten Larven 35 Jahre gedient und gelitten hatten und man mit neuesten Forschungsergebnissen zum Schluss gekommen war, dass die Larven nicht der ursprünglichen Bedeutung der Figur entsprachen, wurde ein neuer Larvensatz angeschafft sowie ein Teil der Kostüme ersetzt. Zwei Figuren veränderte man grundlegend: Der bisher verschmitzt dreinblickende, grüne Joggeli sollte eigentlich – wie einst der Fuhrmann – einen Knecht repräsentieren. Man verpasste ihm eine entsprechende Tracht und eine passendere Larve. Der Möörech hatte bisher die lächelnde Maske eines Schwarzafrikaners inklusive Kraushaarperücke. Er sollte aber den Tod darstellen. Man verpasste ihm eine düstere Totenmaske; das Gewand beliess man in der Farbe des Todes. Weil mehr und mehr Leute die Chlausen nicht mehr ins Haus liessen – teils aus Unkenntnis über den Brauch, teils wegen deren ungestümem Verhalten –, werden Hausbesuche seit 1990 unterlassen. Die Chlausen werden vor der Tür empfangen, wo sie die Gabe erhalten und Süssigkeiten sowie eine Rute verteilen. So tragen die Chlausen nicht mehr die Funktion des Samichlaus, der heute sowieso am 6. Dezember kommt; beide Bräuche bestehen nebeneinander.
Wenn vom „Chlausjage“ gesprochen wird, so kann es so verstanden werden, dass der Chlaus selbst durch die Gegend „jagt“, oder aber, dass er selbst gejagt oder verjagt wird. Der christlich anmutende Samichlaus kann ausser dem Schmutzli noch andere unchristliche Begleiter haben, die lärmend, mit Peitschen, Glocken oder Hörnern – den Chlaus jagend – umherziehen. Oft weicht ihr Auftreten datumsmässig von dem des Samichlaus ab. Die Hallwiler Chlausen haben ihren Auftritt am zweiten Donnerstag im Dezember, dem Tag des Lenzburger Chlausmarktes. Immer dann nämlich locken knallende Peitschen den Samichlaus und alle anderen Chlaus-Gestalten der Region aus dem Goffersberg – zumindest der Sage nach. Um 1930 traten ähnlichen Gestalten wie in Hallwil noch in etlichen Gemeinden des Bezirks Lenzburg auf. Der Samichlaus hat sie heute fast überall verdrängt; das „Weltdatum“ 6. Dezember anstelle des zweiten Donnerstags im Monat scheint sich ebenfalls durchgesetzt zu haben.